# Raam (Uden)
Raam is een voormalige buurtschap die in de jaren 70 van de 20e eeuw tot woonbuurt is verworden in Uden in de Noord-Brabantse gemeente Maashorst. De wijk huisvest oorspronkelijk veel militairen en grenst met de klok mee aan de buurten Melle, Schutveld en Hoevenseveld, alsook aan industrieterrein Liessent en bedrijventerreinen Loopkant en Molenheide. Raam is onderdeel van de wijk Uden-Oost.

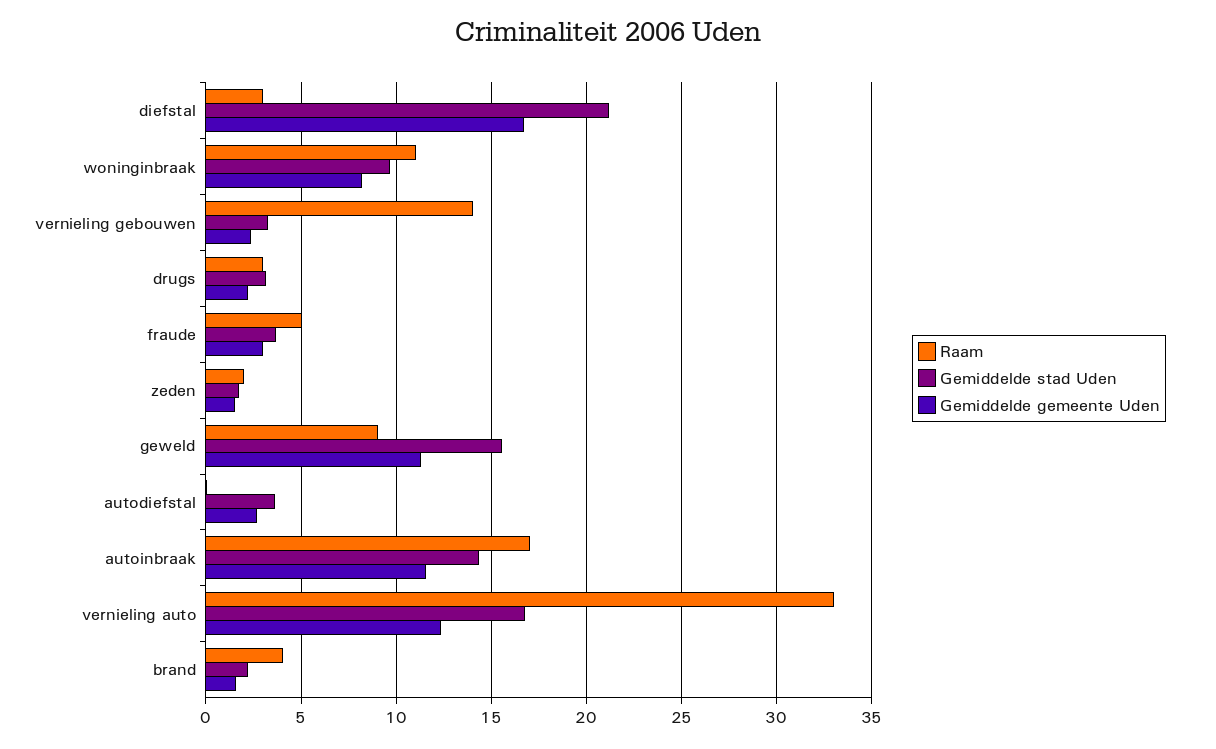
Criminaliteitstatistiek

| Kerngegevens Raam       | Kerngegevens Raam |
| ----------------------- | ----------------- |
| Inwoners:               | 2990              |
| Jonger dan 15:          | 598 (20%)         |
| Ouder dan 65:           | 269 (9%)          |
| Mannen:                 | 1540              |
| Vrouwen:                | 1450              |
| Geboorten:              | 51                |
| Huishoudens:            | 1170              |
| Eenpersoonshuishoudens: | 246 (21%)         |
| Beroepsbevolking:       | 2123              |
| Werklozen:              | 120 (5,65%)       |
| Woningen:               | 1178              |
| Waarvan huurwoningen:   | 150 (12,7%)       |

Wijken: Uden-Centrum · Uden-Oost · Uden-West · Uden-Zuid

Buurten: Bitswijk · Bogerd-Vijfhuis · Centrum · Eikenheuvel · Flatwijk · Hoenderbos-Velmolen · Hoeven · Hoevenseveld · Melle · Moleneind-Groenewoud · Raam · Schutveld · Sportpark Volkelseweg · Zoggel

Bedrijventerreinen: Goorkens · Hoogveld · Loopkant-Liessent · Vluchtoord      Militair terrein: Vliegbasis Volkel